# B.F.’s Daughter
B.F.’s Daughter ist ein US-amerikanisches Filmdrama von Robert Z. Leonard aus dem Jahr 1948, das auf dem gleichnamigen Roman von John Phillips Marquand zurückgeht, der 1946 in Boston veröffentlicht wurde. Der Film handelt von einem jungen Paar, das gegensätzlicher kaum sein könnte, was zu Spannungen führt, die beim Ausbruch des Zweiten Weltkrieges ihren Höhepunkt erreichen. Barbara Stanwyck und Van Heflin verkörpern das Paar Pauline Fulton-Brett und Tom Brett, Charles Coburn ist als Burton F. Fulton („B.F.“), Paulines Vater, besetzt.

## Handlung
Pauline „Polly“ Fulton ist die einzige Tochter des reichen Industriellen Burton F. Fulton. Gerade als sie im Begriff ist mit dem mit der Familie befreundeten Rechtsanwalt Robert S. „Bob“ Tasmin III. die Ehe einzugehen, verliebt sie sich Hals über Kopf in den intellektuellen Wirtschaftsprofessor Thomas W. „Tom“ Brett, den sie gerade erst kennengelernt hat. Auch Tom verliebt sich in die junge Frau und binnen kurzer Zeit stehen sie vor dem Traualtar, ungeachtet der Tatsache, dass Tom in einem seiner veröffentlichten Bücher drei wenig schmeichelhafte Kapitel über ihren Vater verfasst hat. Alsbald kommt es jedoch zu Meinungsverschiedenheiten, da Tom schon immer gegen den verschwenderischen Lebensstil der Reichen war, und seinen Ärger, den er darüber empfindet, als ihm bewusst wird, dass er durch seine Ehe nun selbst einer dieser Reichen geworden ist, sich vor allem gegen seine eigene Frau richtet. Tom neigt dazu, den Reichen der Welt die Schuld daran zu geben, dass es so viele Probleme gibt. Damit ist er jedoch nicht allein, auch der heuchlerische Radioredakteur Martin Delwyn Ainsley beschuldigt die Reichen, für die das Land ergriffene Depression verantwortlich zu sein, wie Fulton und seine Frau Gladys in einem Radiokommentar vernehmen konnten. Dass nicht nur seine Schwiegereltern ihre Verbindungen spielen lassen, um seine berufliche Karriere voranzutreiben, sondern auch Polly nicht ehrlich mit ihm ist, löst bei Tom daher auch keine Dankbarkeit aus, sondern eher Verbitterung. Polly fühlt sich zwischen ihrem Ehemann und ihrem Vater, den jeder „B.F.“ nennt, und den sie sehr liebt, hin- und hergerissen, was für sie zunehmend schmerzhafter wird.
Als der Zweite Weltkrieg ausbricht, nimmt Tom eine hochrangige zivile Position in Washington ein, ohne mit Polly darüber zu sprechen, welcher Tätigkeit genau er dort nachgeht. Das Paar sieht sich immer seltener und jeder führt alsbald sein eigenes Leben. Nachdem Pollys Vater gestorben ist, geht Polly ebenfalls nach Washington, um ihre Ehe doch noch zu retten. Als sie Tom jedoch aufgrund von kursierenden Gerüchten beschuldigt, eine niederländische Geliebte zu haben, ist Polly sehr betroffen, als sie entdeckt, dass die angebliche Affäre eine blinde aus den Niederlanden vor dem Krieg geflüchtete Frau ist, für die sich nicht Tom, sondern Pollys ehemaliger Verlobter Bob interessiert. Über Bob kursiert auch das Gerücht hinter den feindlichen Linien getötet worden zu sein. Auch das entbehrt der Wahrheit. Endlich kommt es zu einer Aussprache zwischen dem Ehepaar, in der beiden letztendlich klar wird, dass sie sich lieben und einen Weg miteinander finden werden. Mit einem Kuss besiegeln sie den Neuanfang ihrer Liebe.

## Produktion

### Produktionsnotizen
Die Dreharbeiten fanden zwischen Mitte September und Ende Oktober 1947 statt. Cedric Gibbons gestaltete zusammen mit Daniel B. Cathcart die Filmbauten, Edwin B. Willis war Ausstatter. Irene entwarf die Kostüme, Douglas Shearer kümmerte sich um den Ton. Charles Vaughan dirigierte die Komposition Bronislau Kapers. Laut einer Nachricht in der Fachzeitschrift der Filmindustrie The Hollywood Reporter wurde die Schauspielerin Katharine Hepburn für eine Hauptrolle in diesem Film in Betracht gezogen.
Der Film stellte Hauptdarstellerin Barbara Stanwyck in dem New Look vor, der Ende der 1940er-Jahre die Modewelt eroberte. Stanwyck trug nicht mehr ihre schulterlangen Locken, Schulterpolster und kastenförmige Anzüge, die zu Beginn des Jahrhunderts ihr Markenzeichen waren. Erstmals trug sie ihre Haare in einem Film kurz. Die Mode stellte eine schmale Taille mehr in den Vordergrund und es wurde wieder mehr Stoff verwendet, was zu Zeiten der Kriegsbeschränkungen untersagt war. Stanwycks ‚Look‘ sorgte für eine kleine Sensation, die Kostümdesignerin Irene wurde für ihre Modeentwürfe für einen Oscar nominiert.
Der Journalist und Filmkritiker Hal Erickson schrieb bei AllMovie, der Film könne als unsubtiler Schlag gegen die Politik des verstorbenen Präsidenten Franklin D. Roosevelt gewertet werden, was vielleicht auf Geheiß von Louis B. Mayer, MGM’s erzrepublikanischem Chef, geschehen sei. Ein Großteil der politischen Satire des Romans von Marquand kommt im Film nicht vor, der ein geradliniges, romantisches Drama in den Mittelpunkt der Handlung stellt.
Van Heflin und Charles Coburn waren beide bereits in einer anderen Verfilmung eines Romans von John Phillips Marquand zu sehen. Unter der Regie von King Vidor spielten sie 1941 in dem Liebesdrama H.M. Pulham, Esq. Hauptrollen. Coburn spielte in der Filmkomödie Die Falschspielerin von 1941 bereits Stanwycks Vater, ebenso war Spring Byington 1941 in der Tragikomödie Hier ist John Doe als Stanwycks Mutter besetzt. Stanwyck und Van Heflin traten erstmals 1946 in dem Film noir Die seltsame Liebe der Martha Ivers als Liebespaar auf und ein weiteres Mal in dem melodramatischen Kriminalfilm Verlorenes Spiel (East Side, West Side) von 1949. Für Stanwyck war Heflin ein Freund, mit dem sie sich auch schon mal einen Scherz erlaubte. So versteckte sie in ihrem Nerzmantel für die Szene, in der Heflin sie über die Schwelle tragen muss, Gewichte, was zur Folge hatte, dass Heflin taumelte, als er sie hochheben wollte.
Der Soundtrack beinhaltet den The Wedding March (1843) zu William Shakespeares Komödie A Midsummer Night’s Dream, Op. 61 von Felix Mendelssohn Bartholdy.

### Veröffentlichung
In den Vereinigten Staaten kam der Film am 2. April 1948 allgemein in die Kinos, nachdem er zuvor am 24. März 1948 in New York Premiere hatte. Der Film lief bei seinem Erscheinen schlecht an der Abendkasse, was laut Studioaufzeichnungen zu einem Verlust von 565.000 USD (5,7 Mio. USD im Jahr 2017) für MGM führte. In Mexiko war er erstmals am 14. August 1948 in der Hauptstadt zu sehen, bevor er am 30. September 1948 dann landesweit ins Kino kam. In Schweden war die Filmpremiere im November 1948, in Spanien (Madrid) im Januar 1949, in Portugal im Juni 1949, in Finnland im Juli 1949 und in Argentinien im November 1949. In Frankreich startete der Film im November 1950. Veröffentlicht wurde er zudem in Brasilien, Italien, in der Sowjetunion sowie im Vereinigten Königreich. Dort lief er unter dem Titel Polly Fulton, da das Akronym B.F. dort ein Euphemismus für „blutiger Narr“ ist. Im amerikanischen Fernsehen war der Film erstmals am 18. Oktober 1956 bei King (Kanal 5) zu sehen.
Eine deutsch synchronisierte Fassung des Films gibt es ebenso wenig wie eine Veröffentlichung in Deutschland.

## Rezeption

### Kritik
Bosley Crowther führte zur Premiere des Films in der New York Times aus, dass es zwischen JP Marquand und Metro-Goldwyn-Mayer Meinungsverschiedenheiten hinsichtlich der wahrscheinlichen Veranlagung von Personen der sogenannten wohlhabenden Klasse zu geben scheine. In seinem Roman B.F.’s Daughter habe Marquand die Ansicht vertreten, dass die Tochter eines verwöhnten, snobistischen Millionärs keine glückliche Ehe mit einem sich moralisch erhaben fühlendem Mann eingehen könne, worüber auch gute Gespräche nicht hinwegtäuschen könnten. In seinem auf dem Roman basierenden Film habe Metro beschlossen, die Handlung umzukehren und sei zu dem Schluss gekommen, dass alle herzig miteinander seien. Alles in allem wirke jede der handelnden Personen in diesem Film irgendwann einmal mehr oder minder unsympathisch.
In der Variety hieß es, die polierte Produktion sei sorgfältig behandelt worden, um den erwarteten Metro-Glanz zu erzielen. Auch die Leistungen seien von höchster Qualität. Das Drehbuch gestalte die Geschichte jedoch etwas flacher als im Roman von John P. Marquand vorgegeben. Barbara Stanwyck sei atemberaubend gekleidet und wunderschön fotografiert worden. Stanwyck und Van Heflin als Hauptfiguren gestalteten ihre Rollen leichtgängig, Heflin gebe eine ausdrucksstarke Interpretation als armer, liberaler Hochschulprofessor und Dozent, der sich in die Tochter eines Industrieriesen verliebt habe. Charles Coburn sei sein kompetentes Selbst als Industrieller. Auch Richard Hart mache seine Sache gut, ebenso Keenan Wynn als opportunistischer Nachrichtensprecher.
Die DVD-Rezension des Warner-Archivs bestätigte dem Film bei seinem Erscheinen, ein ziemlich gutes eheliches Melodram zu sein, vor allem dank Barbara Stanwyck. Sie trage den Film in ihrer Rolle als hartnäckige Polly und werde dabei von Coburn, Lindsay, Hart und Byington gut unterstützt. Der für MGM-Filme übliche Hochglanz zeichne auch diesen Film aus.
Auf der Seite The Motion Pictures erhielt B.F.’s Daughter 3,5 von 5 möglichen Punkten und die Empfehlung, sich den Film anzusehen, auch wenn er nicht perfekt sei und einem länger erscheine, als die tatsächliche Laufzeit ausweise. Die Besetzung mache ihn aber sehenswert und er bleibe die gesamte Laufzeit über ziemlich spannend.

### Auszeichnungen
- Oscarverleihung 1948: Irene nominiert für einen Oscar in der Kategorie „Bestes Kostümdesign“ in einem Schwarzweißfilm. Die Trophäe ging jedoch an Roger K. Furse und die Filmtragödie Hamlet.

### Nachwirkung
Am 11. Dezember 1950 strahlte Lux Radio Theatre eine einstündige Radio-Adaption des Films aus. Barbara Stanwyck wiederholte darin ihre Filmrolle, ihr Partner war Stewart Granger.